# Джублик
48°16′06″ пн. ш. 23°04′45″ сх. д. / 48.268403518217° пн. ш. 23.079107701733° сх. д.
Джублик — урочище у селі Нижнє Болотне в Іршавському районі Закарпатської області, греко-католицьке місце пілігримки та прощі, де відбулося об'явлення Матері Божої маленьким дівчаткам Оленці та Мар'янці.

## Опис
На сьогодні в урочищі Джублик засновано греко-католицький монастир Собору Пресвятої Богородиці,  Мукачівської греко-католицької єпархії. На цьому місці побудовано літню відпустову церкву Непорочного Зачаття Пречистої Діви Марії, два монастирі — чоловічий монастир з каплицею Серця Христового та жіночий з каплицею Пресвятої Родини. Також збудовано готель — будинок для паломників, у якому знаходиться каплиця Івана Хрестителя. Над джерелом, де з'явилася Богородиця, стоїть дерев'яна каплиця Матері Божої, а довкола цілої святині встановлено Хресну Дорогу.
26–27 числа кожного місяця в Джублику відпустові дні, є проща, а в серпні — річниця об'явлення. В ці дні до Джублика з'їжджаються тисячі паломників з України і світу. Перед річницею Появи в урочищі Джублик проводиться з'їзд християнської молоді, який триває з 24 по 27 серпня. В чоловічому монастирі зберігається копія чудотворної ікони Матері Божої Єрусалимської.
Зі Львова до Джублика прокладено найбільшу у світі (300 км) Хресну Дорогу (посилання на вебсторінку ініціативи http://www.golgofa.at.ua).

## Історія подій у Джублику
- 27 серпня 2002 року в Україні біля джерела під Джубликом об'явилась Матінка Божа двом дівчаткам Оленці Куруц та Мар'янці Кобаль. Дівчатка стверджують, що на Богослужіння часто приходить вся Пресвята Родина — Ісус, Марія, Йосиф.[1]
- «Я прийшла, щоб допомогти», — каже Богородиця через дівчаток. «Я хочу допомогти відновити авторитет священиків у народі, об'єднати цей поділений народ і об'єднати Церкву».
- Пресвята Діва просить на місці Її з'яви молитися Вервицю і часто приступати до сповіді і Євхаристії.
- 30 серпня 2002 року в Джублику відправлено першу Службу Божу яку відслужив переслідуваний за віру підпільний єпископ Іван Маргітич
- Видимі знаки на сонці, а також багато різних чудесних оздоровлень навіть від невиліковних хвороб.
- Слова, які передають дівчатка з Нижнього Болотного — «в дусі Божої Матері», — так вважають у Київській Нунціатурі (за словами єпископа Маргітича).
- Папа Іван Павло II у грудні 2002 року прийняв на авдієнції делегацію з Джублика на чолі з єпископом Іваном Маргітичом благословив дівчаток візіонерок.
- В ніч з 9 на 10 липня 2003 року було видно світло над хрестом та постать Богородиці, що було знято на відео[2].
- 7 липня 2004 року єпископ Мілан Шашік заснував у Джублику монашу спільноту Згромадження Собору Пресвятої Богородиці, яке поділяється на два монастирі чоловічий і жіночий.
- 22 грудня 2005 року владика Мілан освячує в Джублику каплицю Матері Божої.
- 25 грудня 2004 року від Львова до Джублика проклали Хресну Дорогу Єдності. Освячували Хресну Дорогу о. ієромонах Василь Вороновський студит, о. ієромонах Йосафат Воротняк ЧСВВ, о. ієромонах Михайло Коваль ЧНІ і о. ієромонах Атанасій Чийпеш СПБ. Перший та останній Хрести закровоточили.